# Мергеу
Мергеу (рум. Mărgău) — село у повіті Клуж в Румунії. Входить до складу комуни Мергеу.
Село розташоване на відстані 354 км на північний захід від Бухареста, 48 км на захід від Клуж-Напоки.

## Населення
За даними перепису населення 2002 року у селі проживали 526 осіб, з них 523 особи (99,4%) румунів. Рідною мовою 524 особи (99,6%) назвали румунську.